# Arthur Coville
Pour les articles homonymes, voir Coville.
Pas d'image ? Cliquez ici

a Compétitions nationales et continentales officielles uniquement.

b Matchs officiels uniquement.
Dernière mise à jour le 18 août 2023.
Arthur Coville, né le 4 février 1998 à Versailles, est un joueur français de rugby à XV évoluant au poste de demi de mêlée à Provence Rugby.

## Biographie
Il naît à Versailles le 4 février 1998. Il est le fils de François Coville, ancien président du Rugby club vannetais, et le petit-cousin du navigateur Thomas Coville.
Il joue d'abord au tennis. C'est la Coupe du monde de rugby à XV 2007 organisée en France qui lui donne envie de passer au rugby, à la suite de ses frères aînés.

## Carrière

### En club
Il débute en 2007, à l'âge de neuf ans, au RC Vannes. Il y est formé jusqu'en 2013. Âgé de 15 ans, il intègre alors le pôle espoir de Tours, où il reste trois ans, jusqu'en 2016. Il joue d'abord à l'ouverture, puis se fixe au poste de demi de mêlée. Il est sélectionné dans l'équipe de France des moins de 16 ans. Le 21 février 2016, il apparaît pour la première fois dans l'équipe senior de Vannes, qui évolue en Fédérale 1. En mars, il est champion d'Europe avec l'équipe de France des moins de 18 ans.
En mai, alors que le RC Vannes devient le premier club breton à se hisser en Pro D2, Coville s'engage pour deux saisons, en contrat Espoir, avec le Stade français Paris, club de Top 14. Il est retenu en même temps dans la promotion 2016-2017 du pôle France, au Centre national de rugby de Linas-Marcoussis. En mars 2017, manquant de temps de jeu, il revient sous forme de prêt au RC Vannes, qui a glissé dans la zone de relégation. En juillet, le club breton ayant réussi à se maintenir en Pro D2, Coville retourne à Paris.
En 2017-2018, tandis que le Stade français peine en fin de classement, Coville arrive à se ménager une place de titulaire au poste de demi de mêlée, au détriment de Charl McLeod, de Terry Bouhraoua et de Clément Daguin : il dispute dans la saison 18 matchs de Top 14 (dont 12 comme titulaire) et 3 de Challenge Cup. 
En mars 2018, il prolonge son contrat au Stade français jusqu'en 2021 (un an sous contrat Espoir, deux ans sous contrat professionnel).
À partir du 7 janvier 2019, il est membre du comité directeur de Provale, le syndicat national des joueurs de rugby professionnels. D'après les informations du Midi olympique, il décide de se retirer avec Jérôme Fillol, Rabah Slimani et Laurent Sempéré à la fin de l'année 2021 en raison de profonds désaccords avec la gouvernance et la gestion humaine du président Robins Tchale-Watchou.
Après sept saisons jouées à Paris, il s'engage pour trois ans avec Provence Rugby à partir de la saison 2023-2024,.

### En équipe nationale
Avec l'équipe de France des moins de 20 ans, il remporte le Tournoi des Six Nations 2018. 
En mai et juin, capitaine de l'équipe de France des moins de 20 ans, il dispute le Championnat du monde junior 2018. Le 7 juin, dans leur dernier match de groupe, les Bleuets obtiennent une belle victoire (46-29) sur les « Baby Boks » d'Afrique du Sud. Le 12 juin, en demi-finale, ils font sensation en dominant (17-6) les Baby Blacks de Nouvelle-Zélande, six fois vainqueurs de l'épreuve en dix ans. Et, le 17 juin, en finale, ils deviennent champions du monde en défaisant les Anglais (33-25).

## Palmarès
- France -18
  - Vainqueur du Tournoi à 7 de Dubaï en 2015 avec l'équipe de France 7's des moins de 18 ans[21],[22].
  - Vainqueur du Champion d'Europe des moins de 18 ans en 2016 avec l'équipe de France des moins de 18 ans[23].
- France -20
  - Vainqueur du Tournoi des Six Nations des moins de 20 ans en 2018[17].
  - Vainqueur du Championnat du monde junior en 2018[20].